# Casla (Espagne)
Pour les articles homonymes, voir Casla.
Casla est une commune de la province de Ségovie dans la communauté autonome de Castille-et-León en Espagne.